# Adria International Raceway
Adria International Raceway är en racerbana nära Adria i Veneto, norra Italien. Banan har genom åren använts till bland annat FIA GT, Deutsche Tourenwagen Masters och Formula 3 Euro Series.